# ポストペイ型電子マネー
ポストペイ型電子マネー（ポストペイがたでんしマネー）では、ポストペイ方式の電子的な決済手段の仕組みを応用したプリペイド方式の電子的な決済手段について記述する。
なお、「電子マネー」とは、日本銀行に拠れば「利用する前にチャージを行うプリペイド方式の電子的な決済手段」としており、本項目でもこれに従う。

## 概要
当時のソニー株式会社（現在のソニーグループ株式会社）が開発したFeliCaを採用したポストペイ方式の電子的な決済手段として2005年にQUICPay、iDがそれぞれ開始された。これらは、クレジットカードと同様に利用金額を後から請求するクレジット決済の一種である。
その後、これらを応用し、2016年にiDをプリペイド方式に対応したiDプリペイドが開始、2017年にQUICPayを拡張したQUICPay+がプリペイド方式に対応した。iDプリペイドやプリペイド方式のQUICPay+は、FeliCaを採用した既存のプリペイド方式の電子的な決済手段とは異なり、チャージされた残高をサーバに記録しているのが最大の違いである（「#方式の違い」も参照）。

### 方式の違い
- FeliCaを採用したプリペイド方式の電子的な決済手段は、チャージされた残高をカード（ICカード）や携帯電話・ウェアラブルコンピュータに記録している。
- FeliCaを採用したポストペイ方式の電子的な決済手段は、クレジットカードと同様に信用照会が行われる（加盟店によっては一定の条件を満たした場合にこれを省略する事が出来る場合がある）。
- FeliCaを採用したポストペイ方式の電子的な決済手段を応用したプリペイド方式の電子的な決済手段は、FeliCaを採用したプリペイド方式の電子的な決済手段とは異なり、チャージされた残高をサーバに記録している。

### 日本での歴史
日本では、FeliCaを採用したプリペイド方式の電子的な決済手段として当時のビットワレット株式会社（楽天Edy株式会社を経て2016年10月1日に当時の楽天株式会社（現在の楽天グループ株式会社）に吸収合併し消滅）がEdy（現在の楽天Edy）を2001年11月1日に開始したが、クレジットカード等購入あつせん業者もリテール決済市場を取り込もうとクレジットカードと同様のポストペイ方式の電子的な決済手段を採用した。携帯電話・PHSにFeliCa（モバイルFeliCa）が搭載されるようになったことによって、電気通信事業者も参入したが、ポストペイ方式の電子的な決済手段を採用した。

## 法的位置付け
- プリペイド方式の電子的な決済手段は、資金決済に関する法律（平成21年法律第59号）に規定する「前払式支払手段」である。
- ポストペイ方式の電子的な決済手段は、支払手段によっては割賦販売法（昭和36年法律第159号）に規定する「包括信用購入あつせん」に該当する場合がある。

## 利用方法
加盟店に設置された端末にカード（ICカード）や携帯電話・ウェアラブルコンピュータを翳すだけで決済（電子決済）する事が出来る。
ポストペイ方式の電子的な決済手段は、クレジットカードに追加されるサービスとして提供され、利用代金はクレジットカードのそれと合算して請求されるものが殆どであるが、クレジットカードを必要としないものもある（「クレジットカードを必要としないポストペイ方式の電子的な決済手段」を参照）。ポストペイ方式である為、利用する前にチャージする必要はない。
ポストペイ方式の電子的な決済手段を応用したプリペイド方式の電子的な決済手段は、プリペイドカードに追加されるサービスとして提供されるものが殆どであるが、プリペイドカードを必要としないものもある（「プリペイドカードを必要としないポストペイ方式の電子的な決済手段を応用したプリペイド方式の電子的な決済手段」を参照）。利用する前にチャージする必要がある。

## 日本のポストペイ方式の電子的な決済手段の一覧
- PiTaPa[4] （スルッとKANSAI）
- iD[5][6] （NTTドコモ）
- QUICPay （ジェーシービー）
- QUICPay+[5][6] （ジェーシービー）

### 過去に存在したポストペイ方式の電子的な決済手段の一覧
- Smartplus （三菱UFJニコス）
- Visa Touch （Visa）

## クレジットカードを必要としないポストペイ方式の電子的な決済手段
ポストペイ方式の電子的な決済手段は、クレジットカードに追加して利用するものが多いが、個別にクレジットカードを必要としないものもある。但し、クレジットカードと同様のポストペイ方式である関係上、クレジットカードと同等又はこれに準ずる審査がある点は変わらない。

### PiTaPa
- PiTaPaベーシックカード （スルッとKANSAI）
- 保証金預託制PiTaPaカード （スルッとKANSAI）
- OSAKA PiTaPa LiTEカード （大阪メトロサービス）
- STACIA PiTaPa NCカード （阪急阪神カード）
- KOBE PiTaPa STACIA NCカード （阪急阪神カード[7]） - 2019年9月30日を以て新規の受付を終了した[8]。

### iD
- d払い(iD) （NTTドコモ）

### QUICPay
- おサイフくんQUICPay （トヨタファイナンス）
- トレッサスタイルカードプラス （トヨタファイナンス / トヨタオートモールクリエイト）

## プリペイドカードを必要としないポストペイ方式の電子的な決済手段を応用したプリペイド方式の電子的な決済手段
スマートデバイスのアプリケーションソフトウェアから仮想的なプリペイドカードを発行する事で、物理的なプリペイドカードを発行せずに利用する事が出来る。

### iDプリペイド
- Vポイント残高 （三井住友カード）
- TOYOTA Wallet残高 （三井住友カード / トヨタファイナンシャルサービス）
- はまPay （横浜銀行）
- メルペイ （メルペイ）
- Visa LINE Payプリペイドカード（LINE Pay）
- ソフトバンクカード （SBペイメントサービス / ソフトバンク）

### QUICPay+
- 6gram （ミクシィ）
- Kyash Card Virtual （Kyash）

## 脚註
1. ↑  “電子マネーとは何ですか？”. 2020年9月27日閲覧。
2. ↑  『当社完全子会社（楽天Edy株式会社）の会社分割及び吸収合併のお知らせ』（プレスリリース）。
3. ↑  『電子マネー・サービス”Edy”本格スタート』（PDF）（プレスリリース）。
4. ↑  プリペイドは、交通系ICカードの全国相互利用サービスに限られる。但し、電子マネーは相互利用の対象でない。
5. 1 2  プリペイドカードに対応している。
6. 1 2  デビットカードに対応している。
7. ↑  “重要なお知らせ２　KOBE PiTaPa STACIA NCカードの移管について”. 2020年9月27日閲覧。
8. ↑  “重要なお知らせ１　KOBE PiTaPa STACIA NCカードの新規受付終了について”. 2020年9月27日閲覧。